# Халов, Серж
Серж Халов (англ. Serge Chaloff — Сердж Халов; 24 ноября 1923, Бостон — 16 июля 1957, там же) — американский джазовый баритон-саксофонист. Наряду с Джерри Маллиганом считается наиболее значительным джазовым исполнителем на этом инструменте. Работал в стиле бибоп.

## Биография
Родился в Бостоне, в семье известных музыкальных педагогов, пианистов — Джулиуса Халова (1892—1979) и Маргарет Халов (урождённой Стедман, 1896—1977), поженившихся в 1919 году. Отец играл в Бостонском симфоническом оркестре, мать преподавала в Музыкальном колледже Беркли. Его дед, иммигрант из Российской империи Израиль Халов (Халев, 1848—1931), был кантором синагоги «Охабей Шалом» в Бостоне. 
В детстве обучался игре на фортепиано и кларнете, но под влиянием Харри Карни и Джека Вашингтона (Jack Washington) в двенадцатилетнем возрасте переключился на баритоновый саксофон. С детства был знаком с будущими джазовыми музыкантами, так как среди учеников его матери были, среди прочих, Джордж Ширинг, Стив Кун (Steve Kuhn), Херби Хэнкок, Чик Кориа и Кит Джаррет. Начиная с 1939 года играл в различных свинговых коллективах, дебютировав на тенор-саксофоне у Томми Рейнольдса (Tommy Reynolds, 1939), в 1941—1942 годах уже на баритоновом саксофоне — у Стинки Роджерса (Stinky Rogers), в 1943 году у Шепа Филдса (Shep Fields) и, наконец, у Айны Рэй Хаттон (Ina Ray Hutton). В 1944 году присоединился к боповому ансамблю Бойда Райбурна (Boyd Raeburn). С 1945 года играл в секстете Джорджи Олда (Georgie Auld), в 1946—1947 годах — в составе оркестра Джимми Дорси.
Известность в музыкальных кругах приобрёл в составе саксофонной секции «Four Brothers» (четыре брата) во втором составе оркестра Вуди Германа (1947). Единственным значительным соло-исполнителем на баритон-саксофоне до этого времени был Хэрри Карни (Harry Carney) и в качестве солирующего инструмент практически не использовался ни в джазовой, ни в эстрадной среде. Помимо него в секцию входили Стэн Гец, Зут Симс (Zoot Sims) и Херби Стюард (Herbie Steward). Последнего в 1949 году сменил Эл Кон (Al Cohn). Именно этой саксофонной секции оркестр Вуди Германа был во многом обязан своим особенным звучанием. В 1947 году Серж Халов также впервые выступил в роли бэнд-лидера — в секстете с Редом Родни (Red Rodney), Эрлом Своупом (Earl Swope), Кёрли Расселом (Curly Russell), Джорджем Валлингтоном (George Wallington) и Тайни Каном (Tiny Kahn).
В период сотрудничества с Вуди Германом Халов страдал героиновой зависимостью и в 1949 году был вынужден покинуть коллектив, но в 1950 году некоторое время играл в октете Каунта Бэйси, а также выступал с Бадом Пауэллом и Эрлом Своупом в Нью-Йорке. В 1952 году он вернулся к родителям в Бостон для лечения, продолжая выступать и записываться с местными группами — с Чарли Мариано (Charlie Mariano), Бутсом Муссулли, Хербом Помероем и учеником его матери Диком Туардзиком (Dick Twardzik); с последним принял участие в шоу Стива Аллена (Steve Allen). 
После успешной реабилитации записал на лейбле Capitol Records два сольных альбома как бэнд-лидер — «Boston Blow–Up!» (1955) и «Blue Serge» (1956). В связи со злокачественным новообразованием спинного мозга последний год жизни был прикован к креслу-коляске, но до последних месяцев продолжал выступления. Последним выступлением Сержа Халова на сцене стало воссоединение секции «Four Brothers» в феврале 1957 года (Four Brothers Together Again).
The Penguin Guide to Jazz включил и «Blue Serge» и изданный на лейбле Definitive Records компакт-диск с обоими сольными записями Сержа Халова в так называемую базовую коллекцию (Core Collection) джазовой музыки.

## Дискография

### Сольные альбомы (бэнд-лидер)
- Boston Blow–Up! (1955)

Запись осуществлена 4 и 5 апреля 1955 года в Нью-Йорке для серии «Kenton Presents». В состав секстета (The Serge Chaloff Sextet), помимо Халова, вошли трубач Херб Померой (Herb Pomeroy), альт-саксофонист Бутс Муссулли, пианист Рэй Сантиси (Ray Santisi), контрабасист Эверет Эванс и барабанщик Джимми Зитано. Большинство композиций были написаны Бутсом Муссулли (Boots Mussulli). Продюсер — Стэн Кентон.
- Blue Serge (1956)

Запись осуществлена 14—16 марта 1956 года в Лос-Анджелесе. В квартет, помимо Сержа Халова, вошли пианист Сонни Кларк (Sonny Clark), барабанщик Филли Джо Джонс и контрабасист Лерой Виннегар (Leroy Vinnegar). Продюсер — Брюс Миллер (Bruce Miller). По мнению ряда музыкальных критиков (Дэвид Сатмари в All Music Guide to Jazz, Ричард Кук и Брайан Мортон в The Penguin Guide to Jazz, Скотт Яноу в Allmusic), этот альбом стал вершиной творчества музыканта.

### В различных коллективах
- Metronome All-Stars (Capitol Records, 1951)

Квинтет, помимо Халова, включал Майлса Дэвиса, Джорджа Ширинга, Стэна Геца и Макса Роуча.
- The Fable of Mabel (Storyville Records, 1954)

Записано в Бостоне, продюсер — Джордж Уайн (George Wein). Состав нонета: Баззи Друтин (Buzzy Drootin), Расс Фримен (Russ Freeman), Чарли Мариано (Charlie Mariano), Херб Померой (Herb Pomeroy), Ричард Туардзик (Richard Twardzik), Джимми Вуд (Jimmy Woode). Переиздан на компакт-диске в 1990 и 2000 годах лейблом 1201 Music, с приложением дополнительных материалов, пятью ранее неизданными ауттейками и вариантами. Также издавался под названием «Serge Chaloff: Complete Small Group Bop» (1999).
- Serge Chaloff and Boots Mussulli (Storyville Records, 1954)

В состав квинтета, помимо Халова и Муссулли, входили Баззи Друтин, Расс Фримен и Джимми Вуд.
- Boston 1950 (Uptown Records, 1994)

Компакт-диск с 23 неизданными ранее записями Сержа Халова, сделанными в 1946 и 1949 годах для радиопередач из Бостона. Записи 1946 года — в дуэте с учеником мадам Халов, пианистом Роллинзом Гриффитом (Rollins Griffith). Записи 1949 года — в октете с различными музыкантами, в том числе Элом Вегой (Al Vega, фортепиано), Джо Шульманом (Joe Shulman, контрабас), Нэтом Пирсом (Nat Pierce, фортепиано), Оскаром Петтифордом (Oscar Pettiford, контрабас), Флипом Филлипсом (Flip Phillips, тенор-саксофон), Алленом Игером (Allen Eager, альт-саксофон).
Наиболее полное издание записей Сержа Халова было осуществлено на лейблах Mosaic Records и Proper Box UK (Proper Records) — 79 композиций на четырёх компакт-дисках. Кроме того, вышло несколько компиляций из его студийного и концертного репертуара.

## Трибьют-альбом
- Serge Chaloff Memorial by We The People Bop (Cool & Blue, 2005).